# Неаполи (дем Неаполи-Сикиес)
Вижте пояснителната страница за други значения на Неаполи.
Неа̀поли (на гръцки: Νεάπολη, Неаполи, катаревуса: Νεάπολις, Неаполис) е северно предградие на град Солун, Гърция. Част е от дем Неаполи-Сикиес и населението му е 25 822 души (2021). Площта му е 1,168 km2. Църквата „Свети Георги“ е катедрален храм на Неаполската и Ставруполска епархия.